# Douchy-les-Mines
Douchy-les-Mines é uma comuna francesa na região administrativa de Altos da França, no departamento do Norte. Estende-se por uma área de 9.27 km². Em 2010 a comuna tinha 10 343 habitantes (densidade: 1 115,7 hab./km²).